# 佛勒格拉山脊群

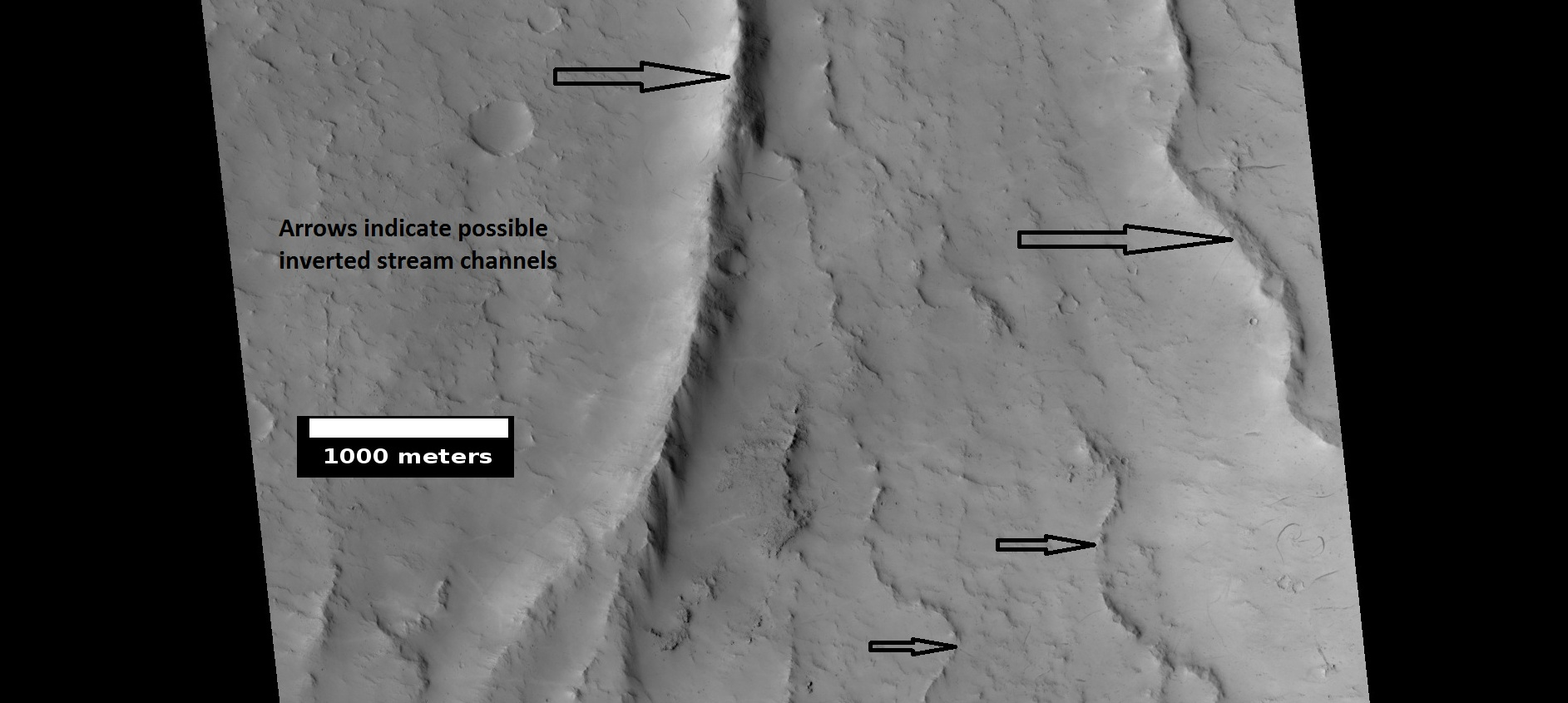
HiWish计划下高分辨率成像科学设备观察到的佛勒格拉山脊群区可能存在的倒转河道。这些山脊可能曾经是溪谷，现在已经填满了胶结沉积物，因此，变得坚硬耐侵蚀，而周边地表层则已被清除。

佛勒格拉山脊群（Phlegra Dorsa）是位于火星亚马逊平原内的一处区域，它的中心坐标为北纬25.08度、东经170.37度。宽约为2818.61公里，其名称取自古典反照率特征。该古典特征的意思为“燃烧的平原；这是希腊哈尔基斯半岛（Chalcidian）的一个地方，宙斯向泰坦投掷霹雳以支持大力神赫剌克勒斯。2003年佛勒格拉山脊群名称被正式批准接受。

## 另请查看
- 亚马逊平原